# Fahro Alihodzic
Fahro Alihodzic (Vlasenica; 25 de agosto de 1989) es un jugador de baloncesto bosnio con pasaporte británico que actualmente pertenece a la plantilla de los Caledonia Gladiators de la BBL inglesa. Con 2,08 metros de altura juega en la posición de Pívot.

## Trayectoria

### Universidad
Luego de dos años en los Fordham Rams -el segundo en el que estuvo inactivo por haber sido designado como redshirt-, Alihodzic se transfirió al Southeastern Iowa Community College, donde se sumó a los Blackhawks y compitió en la NJCAA. Tras una temporada en un gran nivel -pero en la que terminó suspendido por violar los códigos de la institución-, retornó a la División I de la NCAA pero esta vez como jugador de los UAB Blazers, con los que disputaría sus temporadas como júnior y sénior en la Conference USA. 

### Profesional
Tras culminar su carrera en el baloncesto universitario estadounidense, fue fichado por La Bruixa d'Or Manresa de la Liga ACB de España en septiembre de 2014, pero fue desvinculado del equipo antes de que la temporada regular comenzara. Posteriormente registró breves pasos por Hungría y Grecia, antes de arribar a Estudiantes Concordia, un equipo de la Liga Nacional de Básquet de Argentina. Con los sudamericanos disputó 15 partidos, antes de ser cortado del plantel al final de la temporada regular. 

## Selección nacional
Alihodzic jugó el Campeonato Europeo de Baloncesto Masculino Sub-18 de 2007 con la selección de Inglaterra y el Campeonato Europeo de Baloncesto Masculino Sub-20 de 2010 con Gran Bretaña.
En 2015 comenzó a actuar con la selección absoluta de Gran Bretaña. 